# Dentatonema crassum
Dentatonema crassum är en rundmaskart som beskrevs av Hans August Kreis 1928. Dentatonema crassum ingår i släktet Dentatonema och familjen Cyatholaimidae. Inga underarter finns listade i Catalogue of Life.